# Fredrik Ulrik Reenstierna
Fredrik Ulrik Reenstierna, född 22 mars 1722 i Hamburg, död 3 oktober 1783 i Linköping, var en svensk ämbetsman, sonson till Jacob Reenstierna d.y.

## Biografi
Fredrik Ulrik Reenstierna började sin bana som auskultant i Stockholms stads underrätter och utnämndes 1739 till auskultant i Svea hovrätt. Han blev amanuens i fiskalskontoret därst. 1740, extra notarie vid kriminalprotokollet 1744, extra ordinarie fiskal 1747 och sekreterare vid riksens ständers kontor 1748. Reenstierna fick lagmans fullmakt 1756 och utnämndes till lagman i Östergötlands lagsaga 1758, samt fick landshövdings titel 1762. Han blev landshövding i Östergötlands län 1775 och innehade detta uppdrag till sin död. Reenstierna föreslogs 1761 som riksråd, men undanbad sig detta ämbete. Han bevistade flera riksdagar och var fullmäktig i järnkontoret och i generaltulldirektionen. Han invaldes 1781 som ledamot av Kungliga patriotiska sällskapet. Han ägde Nyfors och Kårslångens järnbruk i Malingsbo socken i Dalarna. Fredrik Ulrik Reenstierna hade flera döttrar i sitt äktenskap med Anna Maria Gyllenhöök, men den ende sonen dog som barn. Reenstierna slöt därför den grevliga ätten Reenstierna på svärdssidan, varför en vapensköld symboliskt krossades av kammarherren friherre Knut Leijonhufvud vid jordfästningen.

### Familj
Reenstierna gifte sig i mars 1750 med Anna Maria Gyllenhöök (1726–1799), dotter till häradshövdingen Carl Gyllenhöök och Margareta Lagermarck. De fick tillsammans barnen Margareta Elisabet Reenstierna (1751–1777) som var gift med majoren Conrad Vilhelm Ankarcrona, Anna Maria Reenstierna (1752–1757), Charlotta Fredrika Reenstierna (1753–1775), Magdalena Sofia Reenstierna (1755–1772), Axel Reenstierna (1758–1767) och Anna Maria Reenstierna (1758–1825) som var gift med lagmannen Anders Wilhelm Pereswetoff-Morath.

## Utmärkelser
- Riddare av Nordstjärneorden, 28 april 1770